# رابرت اوانز
رابرت اوانز (انگلیسی: Robert Evans؛ زادهٔ ۲۹ ژوئن ۱۹۳۰ – درگذشته ۲۶ اکتبر ۲۰۱۹) تهیه‌کننده اهل ایالات متحده آمریکا بود.

## فیلم‌شناسی
- محله چینی‌ها (۱۹۷۴)
- ماراتن من (۱۹۷۶)
- یکشنبه سیاه (۱۹۷۷)
- بازیکنان (۱۹۷۹)
- گاوچران شهری (۱۹۸۰)
- پاپای (۱۹۸۰)
- انجمن پنبه (۱۹۸۴)
- دو جیک (۱۹۹۰)
- آسمان‌خراش (۱۹۹۳)
- جید (۱۹۹۵)
- شبح (۱۹۹۶)
- قدیس (۱۹۹۷)
- غریبه‌ها در شهر (۱۹۹۹)
- چگونه مردی را در ۱۰ روز از دست بدهیم (۲۰۰۳)